# Красноборское городское поселение
Краснобо́рское городско́е поселе́ние — муниципальное образование в Тосненском районе Ленинградской области.
Административный центр — городской посёлок Красный Бор.

## Географическое положение
Расположено в северной части района. Расстояние от административного центра поселения до районного центра — 22 км.
Граничит:
- на севере — с Санкт-Петербургом
- на востоке —  с Никольским городским поселением
- на юге —  с Ульяновским городским поселением и Форносовским городским поселением
- на западе —  с Тельмановским городским поселением и Фёдоровским городским поселением

По территории поселения проходят автодороги:
- М10 (E 95) «Россия» (Москва — Санкт-Петербург)
- 41К-173 (Ям-Ижора — Никольское) «Никольское шоссе»

А также две ветки газопровода, нефтепровод и линия электропередач

## История
По данным 1990 года в посёлок Красный Бор являлся административным центром Красноборского поселкового совета в который входили 4 населённых пункта: деревни Мишкино, Поркузи, Феклистово и сам посёлок Красный Бор, общей численностью населения 6300 человек.
Красноборское городское поселение образовано 1 января 2006 года в соответствии с областным законом № 116-оз от 22 декабря 2004 года «Об установлении границ и наделении соответствующим статусом муниципального образования Тосненский муниципальный район и муниципальных образований в его составе». В его состав вошёл городской посёлок Красный Бор и населённые пункты, подчинённые администрации.

## Население
| 2006  | 2010  | 2011  | 2012  | 2013  | 2014  | 2015  |
| ----- | ----- | ----- | ----- | ----- | ----- | ----- |
| 4900  | ↗5079 | ↗5081 | ↗5215 | ↗5370 | ↗5461 | ↗5522 |
| 2016  | 2017  | 2018  | 2019  | 2020  | 2021  | 2023  |
| ↘5391 | ↘5281 | ↘5215 | ↘5145 | ↘5006 | ↘4677 | ↘4507 |
| 2024  | 2025  |       |       |       |       |       |
| ↘4382 | ↘4369 |       |       |       |       |       |

## Состав городского поселения
| № | Населённый пункт | Тип населённого пункта      | Население    |
| - | ---------------- | --------------------------- | ------------ |
| 1 | Красный Бор      | пгт, административный центр | ↘4336 (2025) |
| 2 | Мишкино          | деревня                     | ↗39 (2017)   |
| 3 | Поркузи          | деревня                     | ↗1 (2017)    |
| 4 | Феклистово       | деревня                     | →16 (2017)   |

## Экономика
- Промышленная зона «Красноборская» площадью 270 га.
- Предприятие по переработке и захоронению промышленных токсичных отходов — полигон «Красный Бор».